# Haruki Kadokawa
Haruki Kadokawa (角川 春樹?, Kadokawa Haruki; Tokyo, 8 gennaio 1942) è un produttore cinematografico, regista, sceneggiatore, attore e editore giapponese, vincitore nel 1985 di un Japanese Academy Award.

## Biografia
Figlio di Genyoshi Kadokawa, fondatore della casa editrice Kadokawa Shoten, nel 1975, dopo la morte del genitore, Haruki Kadokawa divenne il presidente della compagnia, trasformandola in casa di produzione cinematografica, producendo oltre sessanta film di svariati generi, alcuni dei quali divennero grandi successi commerciali in Giappone. Il primo film prodotto da Haruki Kadokawa fu Inugamike no ichizoku, diretto nel 1976 da Kon Ichikawa.
Nel 1982 Kadokawa esordì nella regia cinematografica, dirigendo il musical Dirty Hero. Successivamente diresse altri cinque film, tra i quali Ten to Chi to (titolo internazionale Heaven & Earth), che nel 1990 fu il film più costoso realizzato in Giappone e vinse il Mainichi Film Concours.
Nel 1993 diresse il film di fantascienza Rex: A Dinosaur's Story. A pochi mesi dall'uscita nelle sale cinematografiche del film, il produttore fu arrestato con l'accusa di contrabbando di cocaina. Licenziato dalla sua compagnia, fu condannato nel settembre 1994 a quattro anni di reclusione e rimase in prigione per due anni e mezzo.
Scontata la sua pena, tornò nel mondo del cinema fondando la Kadokawa Haruki Corporation, riscuotendo nel 2005 un grande successo commerciale grazie al film di guerra Otoko-tachi no Yamato, diretto da Junya Sato. Nel 2007 produsse il film d'azione The Blue Wolf: To the Ends of the Earth and Sea, che si rivelò un clamoroso flop.
Nel 2008 Kadokawa produsse la commedia fantascientifica God's Puzzle, diretta da Takashi Miike, tratta da un romanzo scritto da Shinji Kimoto. Il produttore asserì di aver scelto di trarre un film dal romanzo filosofico e fantascientifico dopo aver vissuto un'esperienza extracorporea vissuta in carcere, durante la quale la sua anima abbandonò il corpo e vagò nell'universo percependo così il segreto dell'esistenza.
Kadokawa è anche compositore di haiku e poesie. Nel 1974 costruì un Jinja, ovvero un tempio shintoista privato. Nel 1991 decise di costruire una copia della Santa Maria e partì dal porto di Barcellona per ripercorrere il viaggio di Cristoforo Colombo.

## Filmografia parziale

### Produttore
- Inugamike no ichizoku di Kon Ichikawa (1976)
- Virus. Ultimo rifugio: Antartide (Fukkatsu no hi) di Kinji Fukasaku (1980)
- Makai tenshō di Kinji Fukasaku (1981)
- Sailor Suit and Machine Gun (Sailor-fuku to kikanjū) di Shinji Sōmai (1981)
- Fall Guy (Kamata koshin-kyoku) di Kinji Fukasaku (1982)
- The Ninja Wars (Iga ninpōchō) di Mitsumasa Saito (1982)
- Manie-Manie - I racconti del labirinto (Meikyū monogatari) di Yoshiaki Kawajiri, Katsuhiro Ōtomo e Rintarō
- Otoko-tachi no Yamato di Junya Sato (2005)
- The Blue Wolf: To the Ends of the Earth and Sea (Aoki Ōkami: chi hate umi tsukiru made) di Shin'ichirō Sawai (2007)
- God's Puzzle (Kamisama no pazuru) di Takashi Miike (2008)

### Regista
- Dirty Hero (Yogoreta eiyū) (1982)
- Aijou monogatari (1984)
- Kyabare (1986)
- Ten to Chi to (1990)
- Rex: A Dinosaur's Story (Rex: kyoryu monogatari) (1993)
- The Little Girl Who Conquered Time (Toki o kakeru shōjo) (1997)

### Attore
- Inugamike no ichizoku di Kon Ichikawa (1976) (non accreditato)
- The Adventures of Kosuke Kindaichi (Kindaichi Kosuke no boken) di Nobuhiko Obayashi (1979)
- The Resurrection of the Golden Wolf (Yomigaeru kinrō) di Toru Murakawa (1979)
- Sengoku jieitai di Mitsumasa Saito (1979)
- Fukkatsu no hi di Kinji Fukasaku (1980)